# Osinogródek
Osinogródek (biał. Асінагарадок; ros. Осиногородок) – wieś na Białorusi, w obwodzie witebskim, w rejonie postawskim, w sielsowiecie Kozłowszczyzna.
Siedziba parafii prawosławnej; znajdują się tu cerkiew pw. Opieki Matki Bożej (parafialna) i kaplica pw. św. Włodzimierza (cmentarna).

## Historia
W czasach zaborów wieś w granicach Imperium Rosyjskiego.
W dwudziestoleciu międzywojennym wieś leżała w Polsce, w województwie wileńskim, w powiecie duniłowickim (od 1926 postawskim), w gminie Łuck (od 1927 gmina Kozłowszczyzna).
Według Powszechnego Spisu Ludności z 1921 roku zamieszkiwały tu 143 osoby, 34 były wyznania rzymskokatolickiego, 109 prawosławnego. Jednocześnie 7 mieszkańców zadeklarowało polską przynależność narodową, 132 białoruską, a 4 inną. Były tu 33 budynki mieszkalne. W 1931 w 27 domach zamieszkiwały 144 osoby.
Miejscowość należała do parafii rzymskokatolickiej w Mosarzu i miejscowej prawosławnej. Podlegała pod Sąd Grodzki w Duniłowiczach i Okręgowy w Wilnie; właściwy urząd pocztowy mieścił się w Nowodrucku.
W 1938 roku miejscowość należała do gromady Osinogródek gminy Kozłowszczyzna.